# Krajczy wielki litewski
Krajczy wielki litewski (łac. incisor Lithuaniae) – urząd dworski Wielkiego Księstwa Litewskiego I Rzeczypospolitej, utworzony w 1569 na wzór krajczego wielkiego koronnego. Jednak krajczowie pojawiają się na Litwie znacznie wcześniej. Pierwszym znanym krajczym litewskim był Fedko Chomicz, krajczy Świdrygiełły w 1446 r.
Do zadań krajczego wielkiego litewskiego należało krojenie i próbowanie potraw w czasie uczt wielkiego księcia. Niekiedy zadanie sprawdzania jedzenia spadało na stolnika wielkiego litewskiego. 